# سوسک مکزیکی لوبیا
سوسک مکزیکی لوبیا (نام علمی: Epilachna varivestis) از انواع کفش‌دوزک است و جزو آفت‌های مهم کشاورزی به شمار می‌رود. این سوسک در مکزیک و ایالات شرقی ایالات متحده آمریکا بیشتر از سایر حشرات وجود دارد. این حشره تحمل نواحی خشک را ندارد و بیشتر در هوای مرطوب زندگی می‌کند مانند غرب کوه‌های راکی که بارندگی سنگین در آنجا وجود دارد. شفیره آن به زیر برگ می‌چسبد و تغذیه می‌کند.
این سوسک معمولاً روی انواع حبوبات مانند لوبیا، ماش (سرده)، یونجه، شبدر (سرده) و سویا تغذیه می‌کند.

## کنترل
اچ.سی. هوکت از دانشگاه ایالتی نیویورک، ایستگاه تحقیقات کشاورزی زیر نظر دانشگاه کرنل ژنو در صفحه ۲۲ بولتن کشاورزی شماره ۷۰۲ در ژوئن ۱۹۴۲ درباره تحقیقات خود برای کنترل سوسک مکزیکی لوبیا چنین نوشته است: نتایج عالی آزمایش‌های اسپری و گرده‌پاشی ترکیب بردو، روی لوبیای لیما در لانگ آیلند برای کنترل سوسک مکزیکی لوبیا موفق عمل کرده است. ترکیب بردو در کنترل این حشره بهتر از دیگر مواد آزمایش شده عمل کرده است. بعلاوه اسپری ترکیب بردو سبب افزایش محصول نیز شده است.
در قرن حاضر از حشره کش ها و کنترل بیولوژیک آفات استفاده می‌شود.